# Castello di Rondinara
Il castello di Rondinara è un edificio che si trova a Rondinara, frazione di Scandiano, in provincia di Reggio Emilia.

## Descrizione
Il borgo sorge sulle rive del Tresinaro, poco distante dalla Chiesa di San Giovanni Battista. Le prime notizie dell'edificio risalgono al 1010, quando il castello viene donato alla Chiesa di Reggio Emilia. Il castello figura poi nei beni concessi in enfiteusi a Bonifacio di Canossa nel 1070. Nel 1335 era un possedimento dei Da Fogliano, che mantennero l'immobile anche dopo l'investitura di Feltrino Gonzaga del 1361.
Nel 1426 il castello fu occupato dagli Estensi, per tornare ai Da Fogliano nel 1453. Nel 1528 la famiglia Sertorio comprò la proprietà, ottenendo conferma dell'acquisto dal Duca Alfonso I. Nel 1614 venne poi venduto al conte Giovanni Cortese che lo tramandò ai discendenti. Attualmente è proprietà della famiglia Gazzotti. Del castello rimangono i muri perimetrali e una parte del fabbricato principale che è stato ricostruito.